# Hans Rose (Marineoffizier)

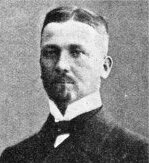
Hans Rose vor dem Ersten Weltkrieg

Hans Rose (* 15. April 1885 in Charlottenburg; † 6. Dezember 1969 in Winterberg) war ein deutscher Marineoffizier und U-Boot-Kommandant des Ersten Weltkrieges. Mit 79 versenkten Schiffen von zusammen 213.987 BRT gilt er als einer der erfolgreichsten U-Bootkommandanten der Seekriegsgeschichte.

## Ausbildung
Rose besuchte das Kaiserin-Augusta-Gymnasium in Charlottenburg. Er trat am 1. April 1903 als Seekadett in die Kaiserliche Marine ein. Nachdem Rose zunächst auf dem Schulschiff Stein fuhr, diente er als Fähnrich und dann, nach der Beförderung im September 1906, als Leutnant auf der Hessen. Anschließend befand er sich auf dem Schulkreuzer Freya und schließlich als Wachoffizier auf der Wettin. Am 15. Juli 1908 wurde Rose zum Oberleutnant befördert. Er war kurzzeitig Lehrer auf dem Torpedoschulschiff Württemberg und von 1912 bis 1913 erster Offizier auf der in Konstantinopel stationierten Loreley. Von Mai 1913 bis Sommer 1914 war Rose Torpedoboot-Kommandant und rückte bei Beginn des Ersten Weltkrieges zum Kapitänleutnant auf. Nach seiner Versetzung zur U-Boot-Schule im Jahr 1915 erhielt Rose das Kommando über U 2. 1916 war er kurze Zeit als Lehrer an der U-Bootschule tätig, kehrte wieder zur U-Bootflottille zurück und übernahm am 22. April 1916 das Kommando über U 53.

## Erster Weltkrieg

### Ausgangssituation und deutsche Zielstellung
1916 war das Deutsche Reich aufgrund der englischen Seeblockade vom Überseehandel weitestgehend abgeschnitten. Vordringliches Ziel des deutschen Admiralstabes war es, strategisch wichtige Rohstoffe, die für die Weiterführung des Kriegs notwendig waren, sicher ins Land zu bringen. Um den Rohstofftransport zwischen Deutschland und den USA zu gewährleisten, wurden die Handels-U-Boote Deutschland und Bremen konstruiert und eingesetzt.
In diesem Zusammenhang beschloss der deutsche Admiralstab, ein Boot an die amerikanische Ostküste zu entsenden, um die Fähigkeit der deutschen U-Boote zu demonstrieren, Unterseehandelskrieg in der Nähe der amerikanischen Küste zu führen zu können.

### Fahrt nach Newport, Rhode Island, Oktober 1916
Hans Rose wurde für diesen politisch riskanten Einsatz ausgewählt, weil er die erforderliche Qualifikation und Erfahrung sowie gute englische Sprachkenntnisse besaß. Sein Boot war erst im April 1916 in Dienst gestellt worden, es war also neu und gut eingefahren.
Der Kommandant von U 53 erhielt den Auftrag, den Unterwasserfrachtverkehr zu sichern, der mit der ersten Fahrt des Handels-U-Boots Deutschland am 23. Juni 1916 unter Kapitän Paul König zwischen Bremerhaven und Baltimore aufgenommen worden war. Reinhard Scheer, der Chef der Hochseeflotte, vertrat die Ansicht, dass das Unternehmen von den USA zum Anlass genommen werden könnte, in den Krieg einzutreten, und lehnte es ab, den Operationsbefehl für diesen Einsatz zu erteilen. Der Einsatzbefehl für den politisch riskanten U-Boot-Einsatz wurde direkt vom Chef des Admiralstabes Henning von Holtzendorff erteilt.
Der Auftrag lautete, das Eintreffen des neuen Fracht-U-Bootes Deutschland in New London abzusichern, zu diesem Zweck außerhalb der amerikanischen Hoheitsgewässer vor den östlichen Zugängen zum Long-Island-Sund alliierte Seestreitkräfte zu bekämpfen, kurz einen amerikanischen Hafen anzulaufen und anschließend vor der amerikanischen Ostküste vor der Einfahrt nach New London unter Beachtung der amerikanischen Neutralität Handelskrieg nach Prisenordnung zu führen.
Am 14. September 1916 lief U 53 von Wilhelmshaven aus. Nach einer ungewöhnlich langen und beschwerlichen Fahrt kreuzte Roses U-Boot in der Nacht des 6. Oktober 1916 vor der Einfahrt nach New London. Es kamen jedoch weder U-Deutschland noch englische Kriegsschiffe in Sicht.

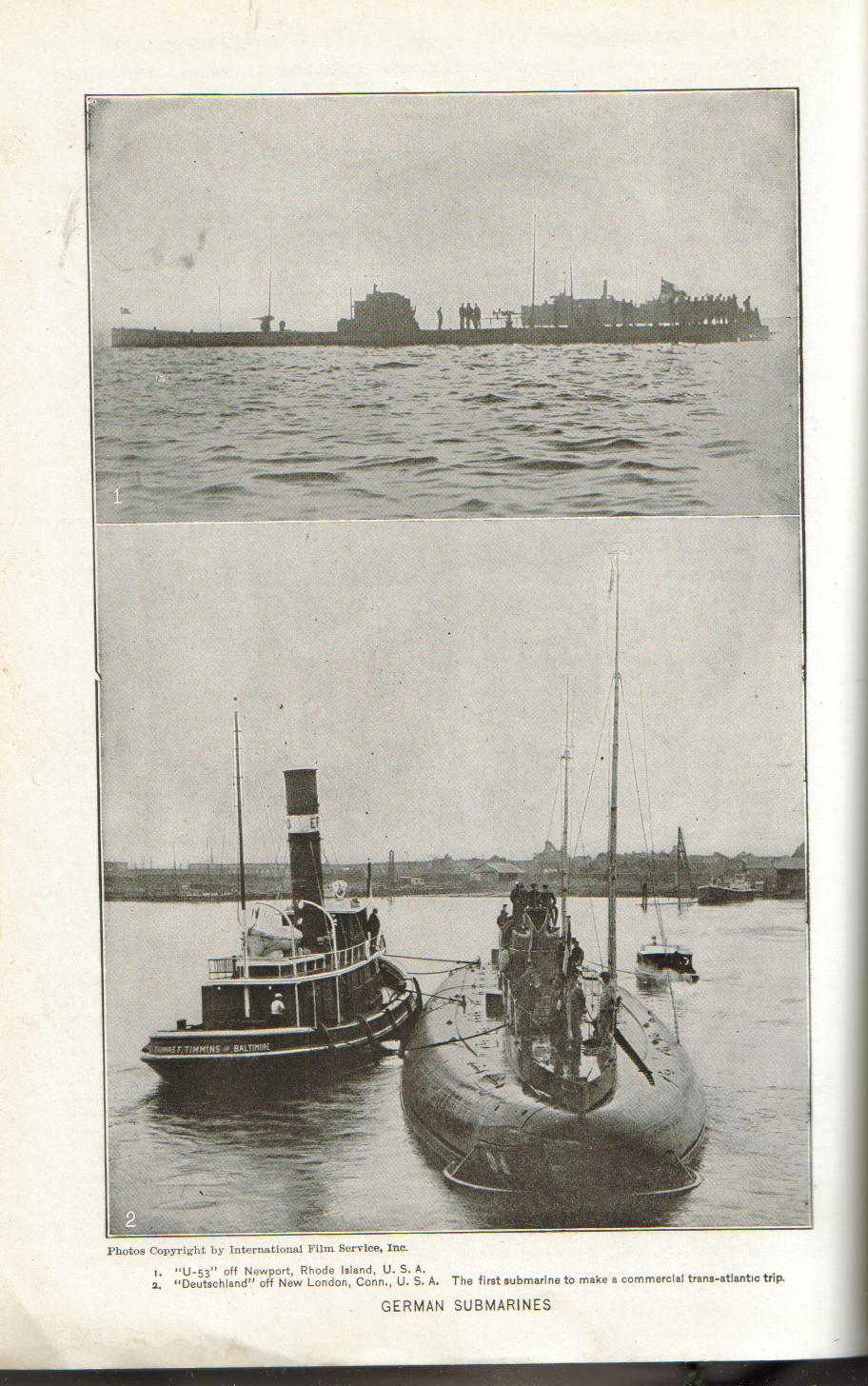
U 53 am 7. Oktober 1916 vor Newport, Rhode Island (1) und Deutschland vor New London (2)

Am 7. Oktober 1916 lief U 53 unter dem Kommando von Kapitänleutnant Rose in den amerikanischen Hafen Newport, Rhode Island ein. Rose ging an Land, um dem Stationschef, Admiral Austin M. Knight seine Aufwartung zu machen. Dieser war erleichtert zu hören, dass U 53 weder Betriebsstoff, Wasser oder Lebensmittel ergänzen wollte, keine Kranken auszuschiffen, und keine Reparaturen auszuführen hatte. Nach dem Grund seines Kommens gefragt, erklärte Rose, er habe dem Admiral lediglich einen Besuch abstatten wollen. Dies sei auch gut so, erwiderte Knight, denn er hätte dem Deutschen auch nichts gegeben. Admiral Albert Gleaves auf dem Kreuzer Birmingham war zuvorkommender. Er besuchte mit seiner Frau und seiner Tochter das deutsche U-Boot. Die neutrale amerikanische Regierung benötigte zwei Stunden, um zu entscheiden, wie auf diesen Überraschungsbesuch zu reagieren sei. Eine größere Zahl von amerikanischen Marineoffizieren hatte sich inzwischen auf U 53 eingefunden, die durch das Boot geführt und bewirtet wurden. Dann schickte der Stationschef einen Offizier mit der Bitte, den Verkehr mit dem Lande zu unterbrechen. Zur Begründung wurde angeführt, dass der Hafenarzt den Verkehr noch nicht freigegeben hätte. Um nicht unter Quarantäne gestellt zu werden, verließ Rose nach zweieinhalbstündigem Aufenthalt ohne Betriebsstoffergänzung Newport.
Am 8. Oktober 1916 versenkte Rose im Seegebiet um Nantucket-Feuerschiff in 17 Stunden fünf Schiffe mit einer Gesamttonnage von 20.388 BRT. Dies waren die britischen Frachter Strathdene aus Glasgow, (4.321 BRT) und West Point, (3.847 BRT) und der britische Passagierdampfer Stephano Liverpool (3.449 BRT), sowie das norwegische Dampfschiff Chr. Knudsen, (3.878 BRT) das mit einer Ladung Gasöl nach London bestimmt war, und der holländische Dampfer Blommersdyk, mit 4.850 BRT. Alle Besatzungsmitglieder und Passagiere konnten mit Rettungsbooten die Schiffe verlassen, Menschen kamen bei dieser Operation nicht zu Schaden. Rose ließ zwei weitere Frachtschiffe stoppen; die amerikanischen „Kansas“, die Soda geladen hatte, und den norwegischen Dampfer Kapana mit einer Ladung, die hauptsächlich aus Getreide bestand. Da es sich in beiden Fällen nicht um Bannware handelte, konnten die Schiffe weiterfahren.
Als Reaktion auf die Berichte des Nantucket-Feuerschiffs über die ersten Versenkungen wurden 17 amerikanische Zerstörer in das Seegebiet entsandt, um nach Überlebenden zu suchen. Auf engem Seeraum musste U 53 mit großer Vorsicht manövrieren. Einen Zerstörer, der in unmittelbarer Nähe der Blommersdyk, lag, bat Rose durch Morsespruch, sich etwas zu entfernen, damit die Blommersdyk versenkt werden könnte. Er kam dieser Bitte sofort nach.
Dieser Einsatz brachte das Deutsche Reich schon sechs Monate vor Kriegseintritt der USA an den Rand des Krieges mit den Vereinigten Staaten. Der deutsche Botschafter in Washington, Johann Heinrich Graf von Bernstorff wurde von Präsident Woodrow Wilson in einem persönlichen Gespräch mit ernsten Worten darauf hingewiesen, dass die Versenkung neutraler Schiffe vor der amerikanischen Küste nicht hinnehmbar sei und dass sich ein solcher Vorgang nicht wiederholen dürfe.

### Versenkung des Cunard LinersFolia
Am 11. März 1917 torpedierte und versenkte Rose auf U-53 vor Ram Head, Ardmore im County Waterford, an der irischen Küste den 6.560 Tonnen Cunard Liner Folia.

### Versenkung des ZerstörersJacob Jones

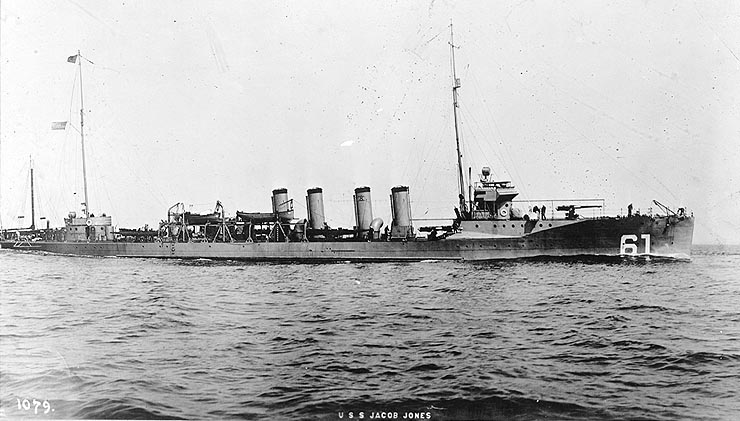
Jacob Jones

Am 6. Dezember 1917 torpedierte und versenkte Rose den ersten Zerstörer, den die USA während des Ersten Weltkriegs verloren, die Jacob Jones. Der Torpedo traf die Jacob Jones mit dem längsten erfolgreichen Torpedoschuss des Ersten Weltkriegs auf eine Entfernung von 2.700 m. 38 Überlebende konnten sich in Boote retten, 64 Besatzungsmitglieder versanken mit dem Schiff. Rose übermittelte der britisch-amerikanischen Flottenbasis in Queenstown die Koordinaten der Überlebenden. In der Nacht vom 6. auf den 7. Dezember 1917 konnten britische Schiffe die Besatzungsmitglieder der Jacob Jones aufnehmen.
Roses Kommando endete am 7. August 1918. Auf U 53 wurde er durch Otto von Schrader ersetzt. Er erhielt neben beiden Klassen des Eisernen Kreuzes das Ritterkreuz des Königlichen Hausorden von Hohenzollern mit Schwertern und für seine Leistungen im Tonnage-Krieg den Orden Pour le Mérite. Am 8. August 1918 wurde er Admiralstabsoffizier im Stab des Befehlshabers der U-Boote. Mit dem Waffenstillstand von Compiègne war er zugleich als Chef der II. U-Boots-Halbflottile mit der Wahrnehmung der Geschäfte bis zum 28. Dezember 1918 beauftragt. Am 5. Februar 1919 wurde Rose zur Verfügung der Marinestation der Nordsee gestellt, beurlaubt und schließlich am 24. November 1919 unter Verleihung des Charakters als Korvettenkapitän aus dem Dienst verabschiedet.
Nach dem Krieg lebte er in Essen und war zuletzt bis 1937 als Abteilungsleiter der Chemischen Fabrik Th. Goldschmidt AG tätig. Bei der Ruhrbesetzung 1923 wurde Rose durch die belgisch-französischen Besatzungstruppen kurzzeitig gefangen genommen.

## Zweiter Weltkrieg: Kriegsmarine
Vor dem Beginn des Zweiten Weltkriegs wurde Rose am 24. Mai 1939 zur Verfügung der Kriegsmarine gestellt, ohne jedoch eine Verwendung zu erhalten. Am 27. August 1939, dem sogenannten Tannenbergtag, erhielt er den Charakter als Fregattenkapitän. Als solcher war Rose kurzzeitig bei der Rüstungsinspektion VI in Münster tätig und wurde am 1. Oktober 1939 als Gruppenleiter Marine beim Wehrwirtschaftskommando nach Krakau versetzt. Ende des Monats folgte seine Versetzung zum Stab des Befehlshabers der U-Boote. Vom 1. Februar bis zum 30. April 1940 fungierte Rose als Kommandant der 1. U-Boots-Ausbildungsabteilung in Plön. Anschließend folgte seine Verwendung als Chef des Stabes des Admirals Norwegische Nordküste. Ab 1. Juli 1940 war Rose Kommandant der Seeverteidigung Drontheim und wurde am 1. Juli 1942 zum Kapitän zur See befördert. Am 7. Mai 1943 wurde er zur Verfügung der Marinestation der Ostsee gestellt, beurlaubt und seine z.V.-Stellung schließlich am 31. Juli 1943 aufgehoben.

## Rezeption
Konteradmiral William Sowden Sims, United States Navy, sagte über Rose: „Wir entwickelten einen gewissen Respekt für Hans, weil er ein tapferer Mann war, der Chancen ergriff, die die meisten seiner Landsleute gemieden hätten, und vor allem, weil er sein hoffnungsloses Spiel mit einem bestimmten Anstand spielte.“ Rose selbst urteilte 1940 in seinem Buch Auftauchen!, dass die Demonstration militärischer Stärke mit U-53 vor der amerikanischen Küste fraglos ein Fehler gewesen sei.

## Werke
- Auftauchen! Kriegsfahrten von U 53. Essener Verlagsanstalt, Essen 1940.